# Checker Records
Checker Records est un label discographique américain, filiale de Chess Records, anciennement basé à Chicago, dans l'Illinois. Le label est fondé par les frères Chess, Leonard et Phil Chess, qui l'ont dirigé jusqu'à ce qu'ils le vendent à General Recorded Tape (GRT) en 1969, peu avant le décès de Leonard.
Le label compte des enregistrements d'artistes et de groupes principalement afro-américains. Les sorties de Checker couvrent un large éventail de genres, dont le blues (Little Walter, Sonny Boy Williamson II), le rhythm and blues (Sax Mallard, Jimmy McCracklin), le doo-wop (The Flamingos, The Moonglows), le gospel (Aretha Franklin, Five Blind Boys of Mississippi), le rock 'n' roll (Bo Diddley, Dale Hawkins) et la musique soul (Gene Chandler).
Comme pour Cadet Records et Chess Records, le catalogue du label est détenu par Universal Music Group et les sorties du catalogue Checker sont éditées par Geffen Records et Chess.

## Histoire
Checker Records est fondé à Chicago en 1952 par les frères Leonard et Phil Chess afin d'accroître le nombre de disques produits, le label Chess connaissant le succès. Le label produit des disques de blues et de rhythm and blues, presque uniquement des singles, puis plus tard des albums. En raison de l'expansion de Chess Records, et afin d'améliorer la diffusion des singles, les frères Chess ouvrent un sous-label appelé Checker. Le premier 45/78 tours sorti par le label est Slow Caboose b/w Darling, Let's Give Love a Chance de Sax Mallard and his Orchestra, qui sort sous le numéro Checker 750 en avril 1952.
L'artiste le plus populaire du label, dans les premières années de son existence, était Little Walter, dont dix chansons éditées par Checker se sont classées dans le Top 10 des Top Rhythm & Blues Records du magazine Billboard, parmi lesquelles Juke, qui s'est classée en tête des charts et a été intronisée au Grammy Hall of Fame en 2008.
Checker compte plusieurs singles d'artistes de blues bien établis comme Elmore James, Arthur « Big Boy » Crudup (crédité sous le nom de Perry Lee Crudup) et Memphis Minnie, mais aucun ne s'est bien vendu,. Un artiste de blues bien établi qui a réussi à obtenir un succès sur Checker est Sonny Boy Williamson II, qui s'est classé avec Don't Start Me Talkin' (numéro 3) en 1955, Keep It to Yourself (no 14) en 1956, et Help Me (no 24) en 1963.
Le 2 mars 1955, les frères Chess enregistrent leur premier artiste de rock 'n' roll, Bo Diddley. De cette session est né le premier single éponyme de Bo sur Checker, qui s'est hissé en tête des classements R&B et a été intronisé au Grammy Hall of Fame en 1998. Un autre des singles de Bo Diddley chez Checker, Who Do You Love ?, a été intronisé en 2010. En 1957, Checker pénètre le marché du rockabilly avec Dale Hawkins, qui a eu un succès croisé avec Susie Q, bien qu'il n'ait pas pu répéter le succès du single.
En 1958, Checker sort son premier disque 33⅓ rpm LP 12", The Best of Little Walter, qui a été publié sous le nom de Checker LP-1428.